# 피에트로 그라소

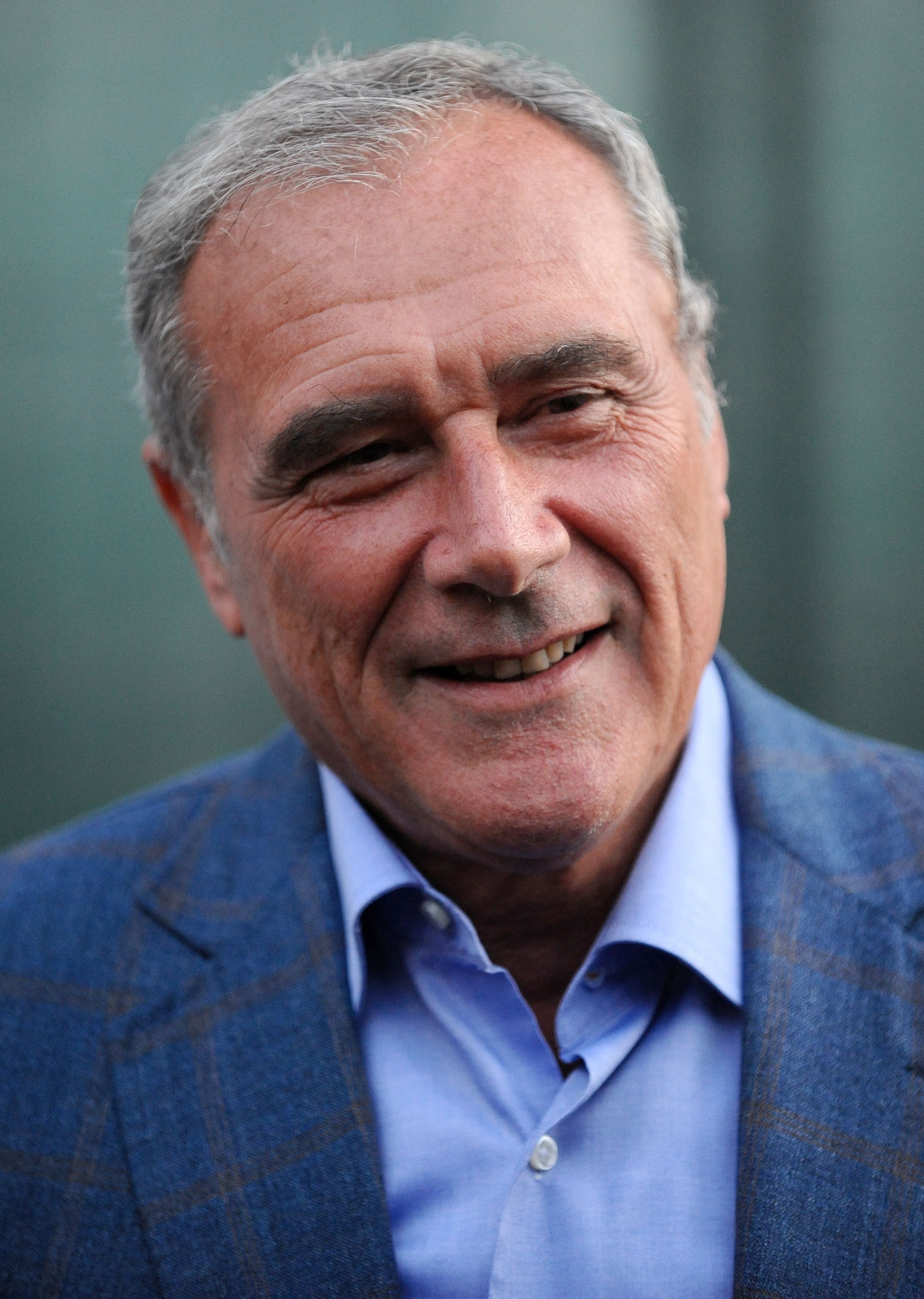
피에트로 그라소

피에트로 그라소(이탈리아어: Pietro Grasso, 1945년 1월 1일 리카타 ~ )는 이탈리아의 반(反)마피아 치안 판사로 2013년부터 현재까지 이탈리아 상원의장을 지내고 있다. 소속 정당은 민주당이다. 2015년 1월 14일 조르조 나폴리타노 대통령의 사임으로 임시 대통령으로 선출되었다.